# Højhus
 Der er for få eller ingen kildehenvisninger i denne artikel, hvilket er et problem. Du kan hjælpe ved at angive troværdige kilder til de påstande, som fremføres i artiklen.
 Ikke at forveksle med Skyskraber.
Højhus er betegnelsen for en højere bygning, fx til beboelse eller kontorbrug, som hovedsagelig er inddelt i etager. Hver etage varierer fra bygning til bygning, men er normalt højere i kontorbygninger.
Der er ikke fastlagt nogen grænse mellem højhuse og almindelige bygningsværker, men internationale bygningsoversigter som fx Emporis skelner ved 12 etager eller 35 meter. En mere løs definition relaterer til den omgivende bebyggelse: I lav, homogen bebyggelse vil betydeligt lavere bygninger kunne opfattes som høje huse.
En skyskraber er ikke officielt defineret ved højden, men ved byggemetoden. Halv-officielt opererer man i USA og Europa med en grænse ved minimum 150 meters højde, og generelt vil man ikke kalde en bygning under 100 meter for en skyskraber.
Betegnelsen højhuse anvendtes først om beboelsesejendomme på mere end tre etager, normalt bestående af lejeboliger. Efterhånden som disse er blevet mere almindelige, er betegnelsen gledet over til at betegne huse, der er væsentligt højere. Der findes også ældre villaer på 4 etager indrettet som lejeboliger, så grænsen på 3 etager har fra starten været misvisende som betegnelse for højhuse.

## Byggeteknik
Det er udviklingen af nye byggeteknikker, som har gjort høje bygninger almindelige. Modsat lavere bygninger er det ikke ydermurene, som bærer bygningen, men derimod et skelet af stålprofiler, hvorpå bygningens øvrige elementer er fastgjort. Denne teknik har foreløbig resulteret i bygninger, som er mere end 1/2 km høje. Burj Khalifa i Dubai er 828 meter og dermed den højeste bygning i verden.

## Primære formål
Højhuse anvendes primært i byer, hvor grundpriserne er så høje, at de forøgede byggeomkostninger ved højhuse kan retfærdiggøre sådant byggeri. Dette er medvirkende til, at højhuse ikke er udbredte i Danmark, hvor grundpriserne er lavere end mange internationale storbyer.[kilde mangler].
Byggeriet af højhuse har dog været forsøgt i f.eks. Malmø med Turning Torso, som dog ikke umiddelbart blev en god forretning for bygherren NCC,[kilde mangler] der måtte opgive at sælge lejlighederne og i stedet har lejet dem ud.

## Højhusudvikling i Danmark
Danmark fik sine første højhuse i 1950 på Bellahøj i København. Især i 1950erne og 1960erne blev der bygget mange etageejendomme i hele landet. Der var hovedsagelig tale om 13-16 etagers elementbyggeri i monoton, rektangulær modernisme. På Bellahøj er mange af husene dog kun mellem 9 og 11 etager. To typiske højhustyper fra denne periode er det såkaldte "skivehøjhus" (fx Nørrekær 10-20 og Grøfthøjparken 159-163) og "punkthøjhuset" (fx Bellahøj og Brøndby Strand). På Frederiksberg (Borgmester Fischers vej) blev i samme periode bygget 5 meget markante dobbelte højhuse, alle på 16 etager og i stil med Bellahøj-husene. Ganske tæt herved (På Nordens Plads) kom i 1969 Domus Vista, der med sine 102 meter er Danmarks 3. højeste bolighus og med sine 470 lejligheder er blandt de største beboelsesejendomme i Europa.
Det lokalområde i Danmark med flest højhuse er det 125 ha store område omkring Brøndby Nord, Milestedet og Rødovre Station, hvor 14 bolighøjhuse på 13-16 etager tårner op over den københavnske vestegn. Stedet vil muligvis inden for den nærmeste fremtid blive overgået, dels fordi nye højhusbydele planlægges andre stedet i byen og i andre byer, dels fordi to af de ældste huse Agerkær og Ruskær (fra 1955 og 1956) er så nedslidte, at man i 2012 rev dem ned. De to huse er dog kun på henhv. 12 og 14 etager.
De sidste to årtier af forrige århundrede blev få nybyggede højhuse opført, men fra omkring årtusindskiftet skete der en opblomstring i højhusbyggeriet. I første omgang var der tale om ombyggede siloer (Kongens Bryghus, Wennberg-siloen og Kattegat Silo). Nye højhuse udmærker sig ved deres særegne arkitektur og formsprog, som fx Prismet, Høje Brygge, Den Hvide Facet og Fyrtårnet (København, 2007). Blandt nybyggerier har især punkthøjhuset fået en renæssance.
Indtil første årti i det 21. århundrede har den danske hovedstad været dominerende mht. højhuse, men en række provinsbyer forsøger også at markere sig på området, fx Vejle, Aalborg, Aarhus og Horsens.
Aarhus byråd har på byens havnefront godkendt opførelsen af højhuset Lighthouse på 142 meter, der står færdig i 2022. Der er derudover planlagt en række højhuse i byen, som dog alle har været udskudt på grund af den økonomiske krise. De er dog i fuld gang nu. Senest er Olav de Lindes 144 meter højhus på Sydhavnen godkendt.
Århus Kommune har godkendt en højhuspolitik, der muliggør højhuse i 24 store lyskryds og på ca. halvdelen af det bebyggede areal i kommunen som erhvervsområder, havneområder og steder, hvor der i forvejen er højt byggeri, samt nye byudviklingsområder som f.eks. Lisbjerg.
Københavns Kommune offentliggjorde i slutningen af 2006 en højhusstrategi, hvori man blandt andet foreslog egnede områder til høj bebyggelse. To igangværende områder er Ørestad, hvor der siden 2001 er blevet opført fem højhuse på 76-85 meter, og Amager Strandpark/Krimsvej-kvarteret, hvor der 2012-2016 opføres ni beboelseshøjhuse på 12-21 etager. På sigt skal der ifølge en helhedsplan af Entasis bl.a. opføres 9 højhuse på 50-120 meter på Carlsberg-grunden På Marmormolen i Frihavnen er der godkendt lokalplan for opførelse af fire højhuse på 70-98 meter – og på længere sigt skal Ydre Nordhavn og Refshaleøen udvikles til byområder med mulighed for særlig høje bygninger (op til 180 meter eller mere).

## Danmarks højeste
- Liste over Danmarks højeste etageejendomme
- Planlagte højhuse

Oversigten inkluderer alle danske etageejendomme på mindst 50 meter, dvs. ikke bygninger med tilknyttede tårne som fx Københavns Rådhus. Pr. 1. oktober 2020 er der 66 bygninger på listen, deraf 29 boligejendomme. Af det samlede antal højhuse vil de 2 højeste i 2024 ligge i Aarhus. Derudover 28 uden for Storkøbenhavn, primært i de større provinsbyer. Derudover er der syv hospitaler og 12 hoteller. 23 af bygningerne er opført før årtusindskiftet.

## Fordele og ulemper
Højhuse har flere egenskaber, som begrænser deres anvendelighed som beboelse. I Danmark offentliggjorde Statens Byggeforskningsinstitut i 1969 en undersøgelse, der viser, at børn har trivselsproblemer i højhuse. Børn, der bor i højhuse, har således færre legekammerater og mindre udelegetid end børn, der bor i kvartalsbebyggelse (etageejendomme på fire til fem etager) . Det er ligeledes kendt, at udendørsmiljøet omkring højhuse forringes pga. høje vindhastigheder, kastevinde og afkøling pga. overskygge. Disse forhold kan være med til at forklare, at der ikke kommer byliv af betydning på de omkringliggende udendørsarealer, og at de højeste etageejendomme i Danmark er enten hospitaler, hoteller eller kontorbygninger. Endelig medfører de nævnte høje byggeomkostninger for højhuse, at prisen eller lejen for de enkelte lejligheder bliver højere, og dermed retter sig mod nogle bestemte grupper af befolkningen.

### Energimæssigt ufavorable
Tal fra højhusbyggeri i forskellige europæiske byer tyder på, at højhuse er energimæssigt ufavorable. Eksempler viser, at energiforbruget er ca. fire gange større per kvadratmeter i højhuse end i kvartalsbebyggelse. Dette understøttes af opgørelser af elforbrug i et stort antal amerikanske bygninger, som hvert år offentliggøres af Dept. of Energy . Det fremgår heraf, at det laveste elforbrug findes i bygninger i kategorien 930-2300 m², hvilket svarer til størrelsen af typiske 4-5 etagers huse i danske byer. I tyske undersøgelser (Institut für Wohnung und Umwelt) er der fundet tal op til 700 kWh/m²/år i højhuse med glasfacader. Det øgede energiforbrug stammer fra mekanisk ventilation, forøget afkøling på grund af øgede vindhastigheder, airconditionering og øgede krav til belysning, elevatorer m.m. Det skal dog understreges, at glasfacader også giver øget energiforbrug i lave huse.

### Første CO2-neutrale højhus
At det kan lade sig gøre at bygge energibesparende højhuse, er Crowne Plaza Copenhagen Towers i København et godt eksempel på: Hotellet er som følge af bl.a. en målrettet indkøbspolitik i forbindelse med den daglige drift fuldstændig CO2-neutralt. Derudover har man udnyttet bygningens højde ved at beklæde dele af facaden med 2400 kvadratmeter solceller, hvilket gør det til Nordeuropas største solcelleanlæg. Yderligere bruges grundvand til at nedkøle hotellet om sommeren. Med disse energibesparende tiltag lever hotellet op til EUs standarder for en såkaldt Green Building og er ligeledes en dansk lavenergiklasse II bygning.

## Danske anbefalinger
Ved planlægning af højhusbebyggelse i Danmark har flere institutioner som Kulturarvsstyrelsen, Bygningskulturelt Råd og Foreningen til Hovedstadens Forskønnelse, Kulturmiljørådet og Akademirådet samt flere borgergrupper påpeget, at højhuse af hensyn til eksisterende bygningskulturelle værdier ikke bør placeres i historisk følsomme miljøer. Dette synspunkt genfindes i en række andre byer, fx Amsterdam, som ikke har højhusbyggeri langs de historiske kanaler eller Paris, hvor højhusbebyggelse er henlagt til forstaden La Defence.
I Indre by i København er der ikke opført et højhus højere end 40 meter siden 1971, men ved Axeltorv er et byggeri under opførelse med kontortårne af varierende højde. Det højeste bliver 61 meter fordelt på 16 etager. Derudover er højhusudviklingen i byen koncentreret i afsidesliggende bykvarterer som Ørestad, Amager Øst og Søndre Frihavn, men der er også markante højhuse under opførelse i de mere centrale brokvarterer: Mærsk Bygningen på Nørrebro ligger forholdsvis tæt på Søerne og vil stå klar i 2015, mens UCC opfører et 100 meter højt beboelsestårn på Vesterbro med indflytning fra midten af 2017.

## For og imod højhuse
Når det gælder danske byer, har der især i København længe været en markant højhusdebat. I den københavnske befolkning er der overvældende (86%) tilslutning til, at den historiske del af hovedstaden – dvs. middelalderbyen, inden for voldgaderne – betragtes som særlig værdifuld kulturarv og derfor bør friholdes for højhusbyggeri . Et lignende resultat blev fundet i 2007 af Rambøll i en undersøgelse for Bygningskultur Danmark, hvor 79% af en repræsentativ gruppe af københavnerne mente, det ville være en dårlig ide at bygge højhuse i den historiske bykerne. Københavns Kommunes højhusstrategi fra 2006 blev i den offentlige høringsfase imødegået af et stort antal indsigelser (276). Rambøll fandt ligeledes i 2007 i en undersøgelse for Københavnere mod fejlplacerede højhuse at kun hver 3. københavner vil have et højhus, hvor de selv bor, samt at tæt på 75% af københavnerne mener, at det ville være et tab for Københavns skyline at bygge højhuse i Indre By. Københavnere mod fejlplacerede højhuse har endelig udspurgt medlemmer af Borgerrepræsentationen om deres holdninger. Flertallet vil ifølge undersøgelsen stemme imod opførelse af højhuse i den historiske bykerne. Når det gælder en generel holdning til højhuse i København, er hovedparten af politikerne positive og nævner arkitektur og beliggenhed som vigtige elementer..
Flere borgergrupper er dannet for at forhindre højhusbebyggelse i den indre, historiske by i København, bl.a. Københavnere mod fejlplacerede højhuse og Tivolis venner. Førstnævnte kom på banen, da man i 2004 afslørede planer for seks højhuse på Krøyers Plads på Christianshavn. Gruppen indsamlede 14.000 underskrifter, og borgere indsendte 600 indsigelser mod projektet . Projektet blev sluttelig forkastet i Københavns Borgerrepræsentation.
Også det meget omtalte Norman Foster Tivoli-hotel, som skulle have stået tæt på Rådhuspladsen blev forkastet efter politisk behandling i Borgerrepræsentationen i 2007 .

## Galleri
| - Højhuse - Højhuset Altus i centrum af Katowice - Palm Beach højhuse. - Regionshospitalet Viborg er et typisk eksempel på 1970'ernes hospitalshøjhuse. - Grøfthøjhuset i det sydlige Aarhus er et karakteristisk velfærdsorienteret beboelseshøjhus fra 1970. - Arne Jacobsens hotelhøjhus på Vesterbro i København fra 1960 blev opført med stærk inspiration fra Lever House i New York. - Højhuse i Vilnius Central Business District (en) |